# Maurice Curé
Pour les articles homonymes, voir Curé.
Maurice Curé ou Dr Maurice Curé, né le 3 septembre 1886 à Port-Louis et mort le  2 mars 1977 à Curepipe, est un médecin ainsi qu'une personnalité politique mauricienne qui a fondé le parti travailliste mauricien et dont il a été le premier président.

## Hommages
- L'école Dr. Maurice Curé State College (en) porte son nom.
- Plusieurs voies portent son nom à Maurice.